# 松平康末
松平 康末（まつだいら やすすえ、生年不詳 - 元禄6年3月12日（1694年4月17日））は江戸時代の旗本。福釜松平家の分家・松平三郎九郎家の初代。通称は十郎左衛門、三郎九郎。
松平康盛の五男。母は松平忠実の娘。妻は鈴木政房の娘。子に松平康致、朝比奈正武（朝比奈正照の養子）がいる。
寛文11年（1671年）12月12日、父・康盛の所領から三河国碧海郡・下総国香取郡において300石を分与される。延宝4年（1676年）4月26日、書院番に就任。元禄6年（1694年）3月12日死去。法名は定軌。